# Yago Iglesias
Santiago „Yago” Iglesias Estepa (n. 6 octombrie 1982, Palmeira⁠(d), Galicia, Spania) este un antrenor de fotbal spaniol, actualmente a cargo de la SD Compostela.

## Cariera
Născut în Palmeira, Ribeira, Galicia, Iglesias a lucrat la CD Boiro și la Pontevedra CF B înainte de a-și începe cariera de manager senior cu CSH Palmeira, în Tercera Autonómica, în 2010. După ce a fost asistent la Portonovo SD, s-a alăturat echipei lui Raúl Caneda la Al-Ittihad FC.
Iglesias s-a întors în Spania în ianuarie 2013, după ce a fost reținut în Arabia Saudită din cauza problemelor de hârtie. La 22 iulie a acelui an, a preluat Atlético de Riveira și în ligile regionale.
În iulie 2015, după ce a lucrat cu echipa Juvenil a lui Santiago de Compostela CF, Iglesias a fost numit manager al Noia CF în Tercera División. La 21 iunie a anului următor, a preluat echipa din liga SD Compostela.
În 2020, după ce a ajuns la trei play-off-uri consecutive cu Compos, echipa lui Iglesias a obținut în cele din urmă promovarea în Segunda División B, revenind la categorie după patru sezoane. El și-a reînnoit contractul pentru o altă campanie în luna august a acelui an.